# El Pueblito Veinte de Noviembre
El Pueblito Veinte de Noviembre är en ort i Mexiko.   Den ligger i kommunen Nombre de Dios och delstaten Durango, i den centrala delen av landet, 700 km nordväst om huvudstaden Mexico City. El Pueblito Veinte de Noviembre ligger 1 775 meter över havet och antalet invånare är 355.
Terrängen runt El Pueblito Veinte de Noviembre är platt åt nordost, men åt sydväst är den kuperad. Runt El Pueblito Veinte de Noviembre är det glesbefolkat, med 16 invånare per kvadratkilometer. Närmaste större samhälle är Nombre de Dios, 6,8 km söder om El Pueblito Veinte de Noviembre. Trakten runt El Pueblito Veinte de Noviembre består i huvudsak av gräsmarker.